# L'Exilé (statue)
Pour les articles homonymes, voir L'Exilé.
L'Exilé est une statue d'António Soares dos Reis en marbre de Carrare qui fait partie de la collection du Musée national Soares dos Reis, à Porto.

## Histoire
Le travail commence à Rome en 1872, en tant qu'examen final pour un internat de sculpture, et s'achève à Porto. Il est envoyé à la 14e exposition triennale de l'Académie des Beaux-Arts de Porto et remporte une médaille d'or à l'Exposition internationale de Madrid, en Espagne, de 1881.
La sculpture s'inspire du poème Tristezas do Desterro d'Alexandre Herculano, et considérée par Teixeira de Pascoaes comme l'expression ultime de la saudade si caractéristique de l'âme portugaise.
C'est un bien culturel mobilier, classé d'intérêt national (Trésor national). Au Musée national d'art contemporain du Chiado se trouve la sculpture en plâtre patiné réalisée par l'artiste. Provenant de l'hospice de Santo António dos Portugueses, à Rome, cette statue est transportée à Lisbonne en 1908-09 grâce aux fonds du Legado Valmor. Le moulage en bronze se trouve également dans le jardin du Musée national d'art contemporain du Chiado.